# Университет прокуратуры Российской Федерации
Университет прокуратуры Российской Федерации — федеральное государственное казённое образовательное учреждение высшего образования прокуратуры Российской Федерации.
Расположен в Москве. Имеются филиалы в Санкт-Петербурге, Симферополе, Казани, Иркутске, Владивостоке и Луганске.

## История
В 2007 году на основании распоряжения Правительства Российской Федерации от 24 марта 2007 г. № 345-р и на основании приказа Генерального прокурора Российской Федерации от 6 апреля 2007 г. № 44-ш путём реорганизации в форме слияния государственных образовательных учреждений «Институт повышения квалификации руководящих кадров Генеральной прокуратуры Российской Федерации», «Иркутский институт повышения квалификации прокурорских работников Генеральной прокуратуры Российской Федерации», «Санкт-Петербургский юридический институт Генеральной прокуратуры Российской Федерации» и государственного научного учреждения «Научно-исследовательский институт проблем укрепления законности и правопорядка при Генеральной прокуратуре Российской Федерации» создана Академия Генеральной прокуратуры Российской Федерации.
В соответствии с приказом Генерального прокурора Российской Федерации от 16 марта 2018 г. № 146 «О внесении изменений в приказ Генерального прокурора Российской Федерации от 6 марта 2018 г. № 123 «О переименовании федерального государственного казенного образовательного учреждения высшего образования «Академия Генеральной прокуратуры Российской Федерации» и филиалов в федеральное государственное казенное образовательное учреждение высшего образования «Университет Генеральной прокуратуры Российской Федерации» Академия Генеральной прокуратуры Российской Федерации переименована в Университет прокуратуры Российской Федерации.

## Структура

### Факультеты
- Юридический факультет
- Факультет магистерской подготовки
- Факультет профессиональной переподготовки и повышения квалификации
- Факультет подготовки научных кадров

### Кафедры
- Кафедра основ организации и управления в органах прокуратуры
- Кафедра общих проблем прокурорского надзора за исполнением федерального законодательства и участия прокурора в гражданском и арбитражном процессе
- Кафедра прокурорского надзора за исполнением законов в оперативно-розыскной деятельности и участия прокурора в уголовном судопроизводстве
- Кафедра государственного строительства и права
- Кафедра уголовно-правовых дисциплин
- Кафедра гражданско-правовых дисциплин
- Кафедра философии, социально-гуманитарных дисциплин и физического воспитания
- Кафедра судоустройства и организации правоохранительной деятельности
- Кафедра основ прокурорской деятельности

### Филиалы
- Иркутский юридический институт (г. Иркутск)[2]
- Санкт-Петербургский юридический институт (г. Санкт-Петербург)[3]
- Крымский юридический институт (г. Симферополь)
- Казанский юридический институт (г. Казань)
- Дальневосточный юридический институт (г. Владивосток)[4]

### Научно-исследовательский институт
Создан в 1949 году как ВНИИ криминалистики при Прокуратуре СССР. в 1963 году преобразован во Всесоюзный институт по изучению причин и разработке мер предупреждения преступности при Прокуратуре СССР. В 1987 году во Всероссийский научно-исследовательский институт проблем укрепления законности и правопорядка при Прокуратуре РСФСР. В 1993 году был преобразован в Научно-исследовательский институт проблем укрепления законности и правопорядка при Генеральной прокуратуре Российской Федерации. В 2007 году вошел в состав Академии Генеральной прокуратуры Российской Федерации.

### Ректор
Ректор университета назначается на должность и освобождается от должности Генеральным прокурором Российской Федерации.
Ректоры:
С 2007 г. по 2011 г. — Игорь Звечаровский;
С 2011 г. по 2022 г. — Оксана Капинус;
С 2022 г. по н.в. — Игорь Мацкевич.

### История названий
- Федеральное государственное казенное образовательное учреждение высшего образования «Академия Генеральной прокуратуры Российской Федерации» (24 марта 2007 — 6 марта 2018)
- Федеральное государственное казенное образовательное учреждение высшего образования «Университет Генеральной прокуратуры Российской Федерации» (6 марта 2018 — 16 марта 2018)
- Федеральное государственное казенное образовательное учреждение высшего образования «Университет прокуратуры Российской Федерации» (с 16 марта 2018)